# Victor Joß
Victor Joß (* 29. Mai 1869 in Prag; † vermutlich 22. Oktober 1942 im Vernichtungslager Treblinka) war ein österreichischer Musikwissenschaftler, Übersetzer, Journalist, Pianist und Komponist.

## Leben
Victor Joß (auch Joss) war der zweite von vier Söhnen des jüdischen Kaufmanns Markus Samuel Joß (1840–1904) und dessen Frau Mathilde Joß geb. Weltsch (1846–1911). Er studierte zunächst Medizin, dann Philosophie, Literatur-, Kunst- und Musikwissenschaft. Anschließend arbeitete er in Prag für verschiedene Zeitungen und Zeitschriften.
Joß war Ehrenmitglied der königlichen Akademie für Wissenschaft und Kunst in Florenz, Repräsentant für Österreich-Ungarn und Ehrenmitglied der königlichen Bellini-Gesellschaft in Catania sowie Protektor und Ehrenmitglied der biographischen Galerie in Rom.
Joß wohnte zuletzt in Prag XVI, Kinského 27. Am 2. Juli 1942 wurde er ins Ghetto Theresienstadt deportiert und am 22. Oktober 1942 in das Vernichtungslager Treblinka überstellt, wo er wahrscheinlich gleich nach seiner Ankunft ermordet wurde.

## Publikationen (Auswahl)
- Theodor Körner. Ein deutscher Freiheitssänger und Held, 1891
- Carl Maria von Weber als Schriftsteller, in: Bericht der Lese- und Redehalle der deutschen Studenten in Prag über das Jahr 1893, Prag 1894, S. 3–13
- Hans Sachs. Sein Leben und dichterisches Schaffen: Festschrift zur Feier des 400. Geburtstages des Dichters, 1894
- Friedrich Wieck und sein Verhältnis zu Robert Schumann, Dresden: Oscar Damm 1900 (Digitalisat der Sächsischen Landesbibliothek Dresden)
- Der Musikpädagoge Friedrich Wieck und seine Familie. Mit besonderer Berücksichtigung seines Schwiegersohnes Robert Schumann, Dresden: Oscar Damm 1902